# 虎纹蛙重盘吸虫
虎纹蛙重盘吸虫（学名：Diplodiscus tigrinus）为重盘科重盘属的动物。在中国大陆，分布于福建等地，营寄生生活，宿主种类为虎纹蛙，寄生于肠。该物种的模式产地在福建。